# Ignasi Guardans
Ignasi Guardans Cambó (Barcelona, 18 de mayo de 1964) es un político y jurista español. Militante de Convergencia Democrática de Cataluña hasta 2010, fue diputado autonómico de la v legislatura del Parlamento de Cataluña por CiU, diputado de la VI y VII legislaturas de las Cortes Generales y miembro del Parlamento Europeo entre 2004 y 2009. Desde mayo de 2009 hasta octubre de 2010 ejerció de director general del Instituto de la Cinematografía y de las Artes Audiovisuales, organismo perteneciente al Ministerio de Cultura.

## Biografía
Es nieto de Francisco Cambó, líder de la Liga Regionalista y ministro en varias ocasiones, y miembro de una extensa familia de catorce hermanos.
Guardans es licenciado en Derecho y doctor por la Universidad de Navarra, con una tesis sobre Derecho imperativo y contratos internacionales, publicada por Aranzadi en 1992. Entre 1988 y 1995 fue profesor de Derecho Internacional Privado en las universidades de Navarra y de Barcelona. En 1992 se incorporó a un bufete de abogados, dedicándose a asuntos de contratación y de propiedad intelectual e industrial. Tras su salto a la política fue reduciendo su actividad profesional hasta interrumpirla totalmente entre los años 2004 y 2012.

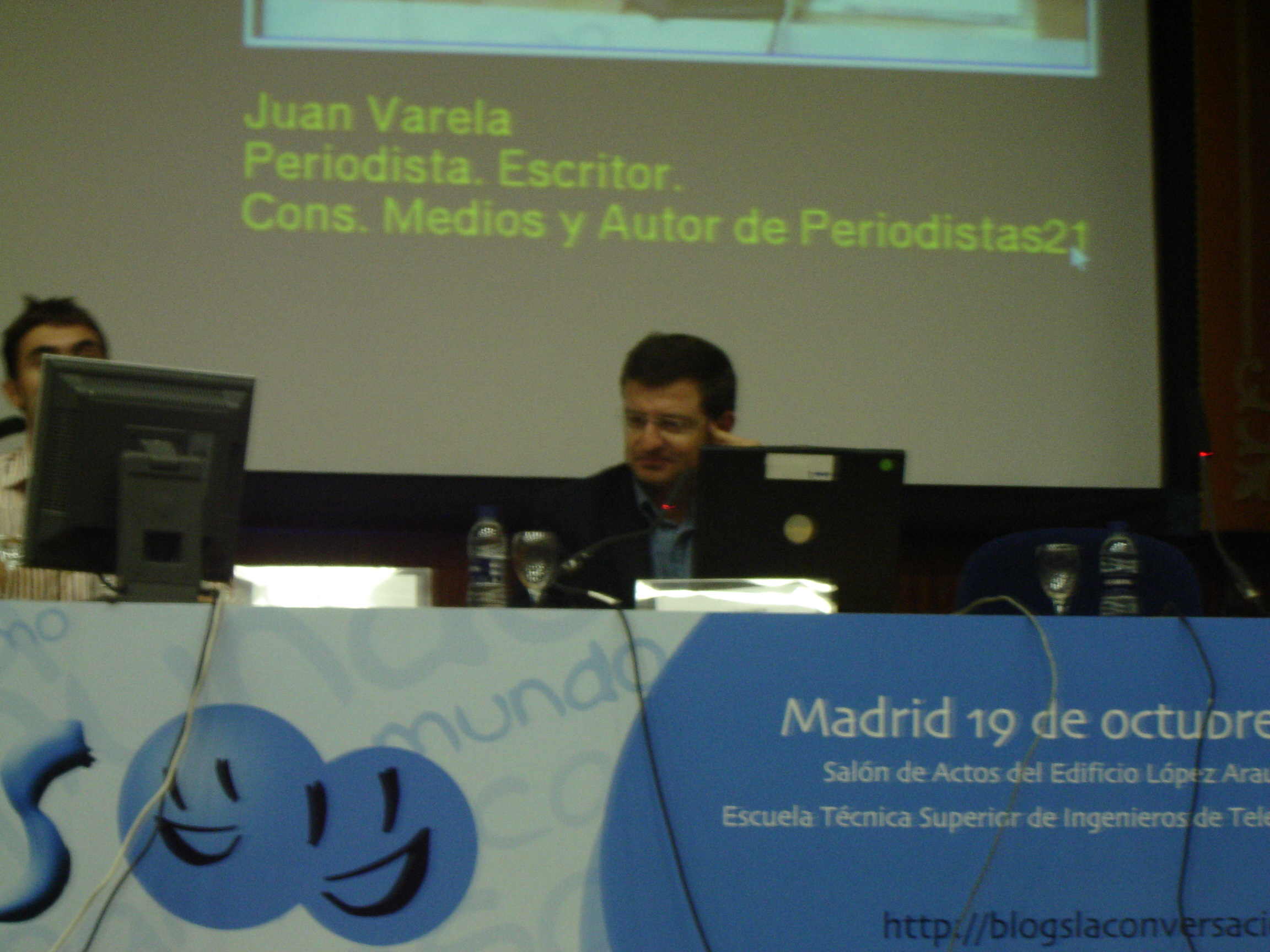
Ignasi Guardans en el congreso Blogs. La Conversación, en el aula magna de la ETSIT de Madrid (octubre de 2006).

Es coautor de diversas obras colectivas de carácter jurídico. A lo largo de su carrera profesional ha combinado el Derecho, la política y la pasión por la cultura en todas sus manifestaciones. Es miembro de varias asociaciones culturales, económicas y profesionales. Participa regularmente en actividades de reflexión y análisis de diversas instituciones europeas y estadounidenses en asuntos de política exterior, cultura y derechos humanos. 
A título anecdótico, dada su repercusión en los medios, el 26 de noviembre de 2008 se encontraba en uno de los hoteles de lujo de la ciudad india de Bombay cuando se sucedieron una serie de atentados que cobraron la vida unas 200 personas, una de las bombas en el propio hotel en el que se alojaba.

### Parlamento de Cataluña y Congreso de los Diputados
Inició su actividad política como diputado de CiU por Barcelona en el Parlamento de Cataluña, ejerciendo el cargo entre 1995 y 1996. En 1996 pasó a ser diputado en el Congreso de los Diputados también por Barcelona, cargo que ocupó hasta 2004. Durante este periodo fue portavoz del Grupo Parlamentario Catalán en varias comisiones y ocupó diversas responsabilidades, especialmente en el ámbito de asuntos exteriores y europeos, de justicia y de cultura y educación. De 1999 a 2004 fue miembro de las asambleas parlamentarias del Consejo de Europa (en la Comisión de Asuntos Jurídicos y Derechos Humanos) y de la Unión Europea Occidental (en la Comisión Política).

### Parlamento Europeo
De junio de 2004 a abril de 2009, fue diputado de Convergència i Unió (CiU) en el Parlamento Europeo, integrado en la Alianza de los Demócratas y Liberales por Europa (ALDE). Fue vicepresidente de la Comisión de Comercio Internacional, y miembro de las comisiones de Libertades Públicas, Justicia e Interior y de la de Cultura y Educación. Asimismo fue miembro de las delegaciones del Parlamento Europeo para las relaciones con los Estados Unidos y con los Países de la Europa sur oriental. Hasta enero de 2007, fue también vicepresidente de la Comisión Constitucional. Guardans no repitió como candidato de su partido en las elecciones al Parlamento Europeo de 2009, al haber preferido el líder de CDC, Artur Mas al economista Ramon Tremosa.
En el Parlamento Europeo centró su actividad parlamentaria en tres grandes ámbitos: la defensa de los derechos individuales; las relaciones comerciales de la Unión Europea con el resto del mundo y, en el marco marco de la Comisión de Cultura, todo lo referente a la política audiovisual y el entonces incipiente mercado digital europeo.
Su actividad como eurodiputado durante su única legislatura europea fue premiada en dos ocasiones (en 2006 y 2008), al ser elegido Eurodiputado del Año por la Asociación de Periodistas Parlamentarios (APP) de entre los 54 eurodiputados españoles.

### Instituto de la Cinematografía y de las Artes Audiovisuales (ICAA)
El 13 de abril de 2009 se anunció que había aceptado la propuesta de la ministra de Cultura Ángeles González-Sinde de hacerse cargo de la Dirección General de Cinematografía, en sustitución de Fernando Lara. Las juventudes de CDC instaron a Artur Mas a expulsar a Guardans del partido pese a que anteriormente no se exigió lo mismo a otros diputados también convergentes que en sus momento ocuparon cargos en gobiernos socialistas y populares (Jaume Aubiá Marimón y Albert Vilalta). Al año siguiente, Guardans decide abandonar su militancia en Convergència Democràtica de Catalunya.
El 21 de octubre de 2010, fue destituido del cargo por la pérdida de confianza de la ministra de Cultura. Su paso por el Ministerio no estuvo exento de algunas agrias polémicas, especialmente por las resistencias a su empeño en reformar las vías de financiación del cine español en el marco de la Ley entonces vigente. Guardans elaboró también una reforma del sistema de cómputo oficial de espectadores de cine que por vez primera recogió los visionados vía internet, formalmente aprobada por su sucesor en el cargo.

### Director del Departamento de Asuntos Públicos y Relaciones con los Miembros de la EBU
Tras un proceso internacional de selección, la Unión Europea de Radiodifusión (UER) nombró a Ignasi Guardans como primer Director de Asuntos Públicos y Relaciones con los Miembros de la organización con sede en Ginebra (Suiza) Ocho meses más tarde, Guardans dimitió de su puesto por razones personales.

### Asesoría en industrias culturales y políticas europeas desde Bruselas
En 2012 Ignasi Guardans cofundó en Bruselas una consultora sin ánimo de lucro dedicada a la asesoría en ámbitos de comunicación y de las industrias culturales y al mismo tiempo comenzó a desarrollar una actividad profesional privada de asesoría en políticas públicas europeas, especialmente en el ámbito digital.

### Colaboración con los medios de comunicación
Desde 1996 Ignasi Guardans ha mantenido una cierta presencia en los medios de comunicación. 
En radio y televisión: durante trece años fue colaborador semanal del programa La ventana (Cadena SER) dirigido por Gemma Nierga; durante dos años participó en Los desayunos de TVE (Televisión Española) bajo la dirección de Pepa Bueno; durante casi dos años participó en "La Brújula" de Onda Cero, con Concha García Campoy; y más recientemente colabora con "El Balcó" de Radio Barcelona - Cadena SER, dirigido por Carla Turró, y con "El Gabinete" de "Julia en la Onda ", dirigido por Julia Otero. Desde 2018 colabora con Ángels Barceló en "Hora 25" de la Cadena Ser, y desde 2019 en "Hoy por hoy". 
En prensa escrita, Guardans publicó una columna semanal durante dos años en La Vanguardia bajo la dirección de Joan Tapia; y ha sido colaborador habitual de opinión en ese mismo periódico así como en El País y El Periódico.
En medios internacionales Ignasi Guardans ha sido invitado como analista o participante en debates en Al Jazeera, RFI, BBC, TF1, BFM, RAI 3, entre otros.

### Reconocimientos oficiales
En el año 2000 Ignasi Guardans recibió la medalla de la Orden del Mérito Civil, junto a algunos colegas parlamentarios, por sus trabajo en el ámbito de la construcción europea, de manos del ministro de Asuntos Exteriores, Abel Matutes.
En 2011, el ministro de Cultura de Francia, Frédéric Mittérrand, le nombró Chévalier dans l'Ordre des Arts et des Lettres de la República Francesa,.

## Obras
- — (1992). Contrato internacional y Derecho imperativo extranjero. Pamplona: Aranzadi.[14]